# Lons-le-Saunier
Lons-le-Saunier är en kommun och stad i departementet Jura i regionen Bourgogne-Franche-Comté i östra Frankrike. Kommunen är chef-lieu över 2 kantoner som tillhör arrondissementet Lons-le-Saunier. År 2022 hade Lons-le-Saunier 16 942 invånare.
I Lons-le-Saunier föddes Rouget de l'Isle (1760-1836), som skrev den franska nationalsången la Marseillaise.
Lons-le-Saunier är känt för sina svavelhaltiga källor och sina saltgruvor. Trakten är också känd för sin produktion av såväl röda som vita viner.

## Befolkningsutveckling
Antalet invånare i kommunen Lons-le-Saunier
Referens:INSEE